# دکامرون شماره ۲ – دیگر حکایت‌های بوکاچو

آنتونلا مورجا (چپ) و انتسو پولکرانو در صحنه‌ای از فیلم

دکامرون شماره ۲ – دیگر حکایت‌های بوکاچو (ایتالیایی: Decameron nº 2 - Le altre novelle del Boccaccio) یک فیلم کمدی به کارگردانی مینو گوئرینی است که در سال ۱۹۷۲ منتشر شد.

## گزیدهٔ بازیگران
- انتسو پولکرانو
- ماریو برگا
- ماری‌آنجلا جوردانو
- آنتونلا مورجا
- مارچلا دی فولکو
- سالواتوره باکارو
- پوپو د لوکا
- کریستا نل
- کامیل کیتون